# Пшеводово-Майорат (гміна Ґзи)
Пшеводово-Майорат (пол. Przewodowo-Majorat) — село в Польщі, у гміні Ґзи Пултуського повіту Мазовецького воєводства.
Населення — 101 особа (2011).

## Демографія
Демографічна структура станом на 31 березня 2011 року:
|          | Загалом | Допрацездатний вік | Працездатний вік | Постпрацездатний вік |
| -------- | ------- | ------------------ | ---------------- | -------------------- |
| Чоловіки | 51      | 9                  | 36               | 6                    |
| Жінки    | 50      | 8                  | 26               | 16                   |
| Разом    | 101     | 17                 | 62               | 22                   |